# Metzlos
Metzlos ist ein Ortsteil der Gemeinde Grebenhain im mittelhessischen Vogelsbergkreis.

## Geografie
Metzlos liegt im östlichen Vogelsberg in einer Höhe von 431 m ü. NN. Durch den Ort fließt der Moosbach, der bei Ober-Moos entspringt und zwischen Zahmen und Blankenau in die Lüder mündet. Metzlos liegt in dem vom Moosbach durchflossenen Tal, dem Moosgrund (auch Mooser Grund genannt).

## Geschichte

### Mittelalter
Die älteste erhaltene Erwähnung von Metzlos findet sich im Weistum über die Wiederaufrichtung des Gerichts im Mooser Grund vom 3. Juli 1482 unter der Bezeichnung „zum Metzles“ in einem riedeselischen Urkundenbuch. Dieses Weistum nimmt Bezug auf die Zerstörung der Ortschaften im riedeselischen Gericht Moos infolge der Fehde zwischen den Riedeseln und dem Kloster Fulda im Jahr 1467. Es ist daher davon auszugehen, das der Ort in Wirklichkeit bereits Jahrhunderte früher im Zusammenhang mit den beginnenden Rodungen und dem Landesausbau im Vogelsberggebiet während des hohen Mittelalters entstanden ist. Weitere Erwähnungen des Ortes stammen aus den Jahren 1553 „Metzels“ und 1625 „zue Metzloiß“. Abgeleitet wurde der Ortsnamen von dem Genitiv des Rufnamens „Mazili“.
Vom Zeitpunkt der Ersterwähnung bis zum Beginn des 19. Jahrhunderts lag das Dorf stets im Herrschaftsbereich der Familie Riedesel. Gemeinsam mit Gunzenau, Metzlos-Gehaag, Nieder-Moos und Ober-Moos gehörte es zum Gericht Moos, dessen Schultheiß seinen Sitz in Nieder-Moos hatte. Das Gericht Moos gehörte bis 1338 zum Besitz der Herren von Blankenwald, einer Seitenlinie der Herren von Schlitz, und kamen dann als kurpfälzisches Lehen an die Herren von Eisenbach. Mit deren Aussterben im Mannesstamm fiel der Besitz 1428 an die Riedesel. Ab 1715 wurde das Gericht Moos gemeinsam mit dem Gericht Freiensteinau durch einen riedeselischen Beamten mit Sitz im Amtshof von Freiensteinau verwaltet.

### Frühe Neuzeit
1540 wurde in Nieder-Moos erstmals eine Schule eingerichtet, die auch von den Kindern aus den anderen Filialorten des Kirchspiels besucht wurde. Eine eigene Schule in Metzlos ist erstmals für 1714 belegt. Zu Beginn des 19. Jahrhunderts wurde ein Schulhaus in Fachwerkbauweise mit aufgesetztem kleinen Glockenturm gebaut.
Während des Dreißigjährigen Krieges wütete 1629 die Pest im Moosgrund, die von durchziehenden Truppen eingeschleppt wurde.
In Metzlos galten die Riedesel’schen Verordnungen aus dem 18. Jahrhundert als Partikularrecht. Das Gemeine Recht galt nur, soweit diese Verordnungen keine Bestimmungen enthielten. Dieses Sonderrecht behielt theoretisch seine Geltung auch während der Zugehörigkeit zum Großherzogtum Hessen im 19. Jahrhundert, in der gerichtlichen Praxis wurden aber nur noch einzelne Bestimmungen angewandt. Das Partikularrecht wurde zum 1. Januar 1900 von dem einheitlich im ganzen Deutschen Reich geltenden Bürgerlichen Gesetzbuch abgelöst.

### Neuere Geschichte
Infolge der Mediatisierung beim Ende des Heiligen Römischen Reiches Deutscher Nation im Jahr 1806 wurde der Ritterschaftsstaat der Freiherren Riedesel zu Eisenbach dem Großherzogtum Hessen einverleibt. Seit diesem Jahr ist Metzlos hessisch und wurde zunächst als Teil des Amtes Freiensteinau verwaltet. Nach dem Inkrafttreten der neuen hessischen Gemeindeordnung und Kreisordnung 1821 gehörte Metzlos zunächst zum Landratsbezirk Herbstein (ab 1825 Landratsbezirk Lauterbach). 1848 wurde das Dorf Teil des kurzlebigen Regierungsbezirks Alsfeld und kam nach dessen Auflösung 1852 zum Landkreis Lauterbach.
Aufgrund der geringen Ortsbürgerzahl hatte die Gemeinde Metzlos zunächst noch keinen eigenen Bürgermeister, sondern bildete zusammen mit Metzlos-Gehaag und Nieder-Moos eine gemeinsame Bürgermeisterei. Diese hatte bis 1913 Bestand.
1960 erfolgte der Bau eines neuen Schulhauses. Dieses verlor jedoch infolge der Schulreform in Hessen zugunsten der neuen Mittelpunktschule (Oberwaldschule) in Grebenhain bereits 1969 wieder seinen eigentlichen Zweck. Nach der Schließung der einklassigen Volksschule in Metzlos wurde das leerstehende Schulgebäude 1973–1976 zu einem Dorfgemeinschaftshaus umgebaut.

### Gebietsreform
Im Zuge der Gebietsreform in Hessen fusionierte die Gemeinde Metzlos mit zehn benachbarten Gemeinden freiwillig zum 31. Dezember 1971 zur neugebildeten Großgemeinde Grebenhain. Seit dem 1. August 1972 gehört der Ort außerdem zum damals neugebildeten Vogelsbergkreis.
Für die eingegliederten Gemeinden von Grebenhain wurden je ein Ortsbezirk mit Ortsbeirat und Ortsvorsteher nach der Hessischen Gemeindeordnung gebildet.

### Einwohnerentwicklung
- 1961: 169 evangelische (= 88,02 %), 14 katholische (= 7,29 %) Einwohner[1]

| Metzlos: Einwohnerzahlen von 1834 bis 2020 | Metzlos: Einwohnerzahlen von 1834 bis 2020 | Metzlos: Einwohnerzahlen von 1834 bis 2020 | Metzlos: Einwohnerzahlen von 1834 bis 2020 | Metzlos: Einwohnerzahlen von 1834 bis 2020 |
| --- | ------------------------------------------ | ------------------------------------------ | ------------------------------------------ | ------------------------------------------ |
| Jahr |                                            |                                            |                                            | Einwohner                                  |
| 1834 | 1834                                       |                                            | 193                                        | 193                                        |
| 1840 | 1840                                       |                                            | 187                                        | 187                                        |
| 1846 | 1846                                       |                                            | 172                                        | 172                                        |
| 1852 | 1852                                       |                                            | 161                                        | 161                                        |
| 1858 | 1858                                       |                                            | 172                                        | 172                                        |
| 1864 | 1864                                       |                                            | 189                                        | 189                                        |
| 1871 | 1871                                       |                                            | 197                                        | 197                                        |
| 1875 | 1875                                       |                                            | 193                                        | 193                                        |
| 1885 | 1885                                       |                                            | 164                                        | 164                                        |
| 1895 | 1895                                       |                                            | 171                                        | 171                                        |
| 1905 | 1905                                       |                                            | 190                                        | 190                                        |
| 1910 | 1910                                       |                                            | 183                                        | 183                                        |
| 1925 | 1925                                       |                                            | 179                                        | 179                                        |
| 1939 | 1939                                       |                                            | 175                                        | 175                                        |
| 1946 | 1946                                       |                                            | 288                                        | 288                                        |
| 1950 | 1950                                       |                                            | 258                                        | 258                                        |
| 1956 | 1956                                       |                                            | 217                                        | 217                                        |
| 1961 | 1961                                       |                                            | 192                                        | 192                                        |
| 1967 | 1967                                       |                                            | 181                                        | 181                                        |
| 1970 | 1970                                       |                                            | 193                                        | 193                                        |
| 1980 | 1980                                       |                                            | ?                                          | ?                                          |
| 1990 | 1990                                       |                                            | ?                                          | ?                                          |
| 2000 | 2000                                       |                                            | ?                                          | ?                                          |
| 2011 | 2011                                       |                                            | 153                                        | 153                                        |
| 2015 | 2015                                       |                                            | 161                                        | 161                                        |
| 2020 | 2020                                       |                                            | 149                                        | 149                                        |
| Datenquelle: Historisches Gemeindeverzeichnis für Hessen: Die Bevölkerung der Gemeinden 1834 bis 1967. Wiesbaden: Hessisches Statistisches Landesamt, 1968. Weitere Quellen: ; Gemeinde Grebenhain: webarchiv; Zensus 2011 |                                            |                                            |                                            |                                            |

## Religion
Im Mittelalter gehörte Metzlos zu dem 1011 gegründeten Kirchspiel Crainfeld. 1524 setzten die Riedesel eigenmächtig einen Pfarrer in Nieder-Moos ein und spalteten damit die im Mooser Grund gelegenen Ortschaften, darunter auch Metzlos, von ihrer auf hessischem Boden gelegenen Mutterkirche ab. 1528 wurde die Reformation in der neugegründeten Pfarrei eingeführt. Bis 1945 war Metzlos rein evangelisch.
Zum Zeitpunkt der Errichtung des Kirchspiels Nieder-Moos war die eigentliche Pfarrkirche, gelegen am heutigen Nieder-Mooser Friedhof zwischen diesem Dorf und Ober-Moos, als Folge der Stiftsfehde von 1467 noch nicht vollständig wiederaufgebaut. Wie der damalige Crainfelder Pfarrer Ludwig Wagenhausen in einem Brief an den damaligen Fuldaer Abt Johann III. von 1525 schreibt, amtierte der erste von den Riedeseln eingesetzte Priester in einer Kapelle zu Metzlos. Es ist dies der einzige Hinweis darauf, dass Metzlos einmal über ein eigenes Gotteshaus verfügte. Das spätere Schicksal und der Standort dieses Gebäudes sind unbekannt.

## Politik
Ortsvorsteherin von Metzlos ist Simone Müller-König (Stand 2021).

## Vereine
In Metzlos bestehen heute folgende Vereine und Vereinigungen (Gründungsjahr in Klammern):
- Freiwillige Feuerwehr Metzlos (1934)
- Metzloser Carneval Club (1993)

## Kulturdenkmäler
Siehe: Liste der Kulturdenkmäler in Metzlos

## Wirtschaft und Infrastruktur

### Wirtschaftsstruktur
Das ursprünglich landwirtschaftlich geprägte Dorf Metzlos ist heute, mit Ausnahme einer Tischlerei und eines Ferienhofes, nahezu ein reiner Arbeitspendler-Wohnort. Seit 2013 befand sich ein Windpark mit ursprünglich bis zu acht und zuletzt noch drei Windkraftanlagen in den Gemarkungen von Zahmen, Metzlos-Gehaag und Metzlos nahe der Grenze zum Landkreis Fulda in der Planung. Er sollte durch die HessenEnergie, eine Tochtergesellschaft der OVAG, betrieben werden. Aufgrund der Streichung des dortigen Vorranggebietes Werschbach aus dem Teilregionalplan Energie Mittelhessen Ende 2016 konnte der Windpark jedoch nicht mehr realisiert werden, weshalb die Planungen eingestellt wurden.

### Verkehr
Metzlos ist der Kreuzungspunkt mehrerer Kreisstraßen des Vogelsbergkreises. Durch den Ort führt die Kreisstraße 250 von Nieder-Moos bis zur Kreisgrenze bei Zahmen. Aus Richtung Bannerod mündet die Kreisstraße 90 in Metzlos in die K 250 ein. Hier beginnt außerdem die Kreisstraße 92, welche bis zur Einmündung in die im Nachbarort Gunzenau beginnende Landesstraße 3079 in Richtung Fulda verläuft.